# Религия в Андорре
Религия в Андорре (2019)
 Католицизм 80% (80,0 %) Протестантизм 17.5% (17,5 %) Нерелигиозны 2% (2,0 %) Другие религии 0.5% (0,5 %)
Конституция Андорры предусматривает свободу религии, и правительство в целом соблюдает это право на практике. Государственной религии в стране нет, однако Конституция признаёт особые отношения с Римской Католической Церковью, которая получает некоторые привилегии, хотя и без прямых субсидий, недоступных другим религиозным группам.
Население Андорры —  82 887 человек (по оценке 2020 года). Около 80% населения страны исповедует католицизм. Их святой покровитель — Богоматерь Меричельская. В её честь в стране 8 сентября проходит национальный праздник.
Население состоит в основном из иммигрантов из Испании, Португалии и Франции, а полноправные граждане составляют менее 36 % от общего числа. Иммигранты также в основном католики. По оценкам, половина католического населения активно посещает церковь.
Помимо католиков в стране встречаются и другие представители христианской конфессии: англиканской, новоапостольной церквей, а также церкви Иисуса Христа Святых последних дней и Свидетелей Иеговы.
Небольшая мусульманская община состоит в основном из иммигрантов из Северной Африки. Также в стране есть небольшая община индуистов и бахаистов. Около 100 евреев проживающих в Андорре исповедуют иудаизм.